# Omloop Het Volk 1993
De 48e editie van de Omloop Het Volk vond plaats op 27 februari 1993. De 152 deelnemers moesten en parcours van 202 in en rond Gent afleggen. De Belg Wilfried Nelissen won de wedstrijd na een solo. De Duitser Olaf Ludwig won acht seconden later de sprint om de tweede plek.

## Uitslag
| Plaats  | Naam                  | Ploeg                     | Tijd     |
| ------- | --------------------- | ------------------------- | -------- |
| Winnaar | Wilfried Nelissen     | Novemail-Histor           | 5u11'00" |
| 2       | Olaf Ludwig           | Telekom                   | + 8"     |
| 3       | Eric Vanderaerden     | WordPerfect-Colnago-Decca | z.t.     |
| 4       | Mario De Clercq       | Lotto-Caloi               | z.t.     |
| 5       | Johan Capiot          | TVM-Bison Kit             | z.t.     |
| 6       | Mario Cipollini       | GB-MG Maglificio          | z.t.     |
| 7       | Frankie Andreu        | Motorola                  | z.t.     |
| 8       | Kai Hundertmarck      | Motorola                  | z.t.     |
| 9       | Laurent Brochard      | Castorama                 | z.t.     |
| 10      | Thierry Gouvenou      | GAN                       | z.t.     |
| 11      | Jan Van Camp          | Willy Naessens            | z.t.     |
| 12      | Brian Holm            | Telekom                   | z.t.     |
| 13      | Marc Sergeant         | Novemail-Histor           | z.t.     |
| 14      | Michel Vermote        | Festina-Lotus             | z.t.     |
| 15      | Alain Van Den Bossche | TVM-Bison Kit             | z.t.     |
| 16      | Christophe Capelle    | GAN                       | z.t.     |
| 17      | Jo Planckaert         | Novemail-Histor           | z.t.     |
| 18      | Johan Museeuw         | GB-MG Maglificio          | z.t.     |
| 19      | Wiebren Veenstra      | Subaru-Montgomery         | z.t.     |
| 20      | Jan Goessens          | Collstrop-Assur Carpets   | z.t.     |

1945 · 1946 · 1947 · 1948 · 1949 · 1950 · 1951 · 1952 · 1953 · 1954 · 1955 · 1956 · 1957 · 1958 · 1959 · 1960 · 1961 · 1962 · 1963 · 1964 · 1965 · 1966 · 1967 · 1968 · 1969 · 1970 · 1971 · 1972 · 1973 · 1974 · 1975 · 1976 · 1977 · 1978 · 1979 · 1980 · 1981 · 1982 · 1983 · 1984 · 1985 · 1986 · 1987 · 1988 · 1989 · 1990 · 1991 · 1992 · 1993 · 1994 · 1995 · 1996 · 1997 · 1998 · 1999 · 2000 · 2001 · 2002 · 2003 · 2004 · 2005 · 2006 · 2007 · 2008 · 2009 · 2010 · 2011 · 2012 · 2013 · 2014 · 2015 · 2016 · 2017 · 2018 · 2019 · 2020 · 2021 · 2022 · 2023 · 2024 · 2025